# Friedhofskapelle (Eisenberg)

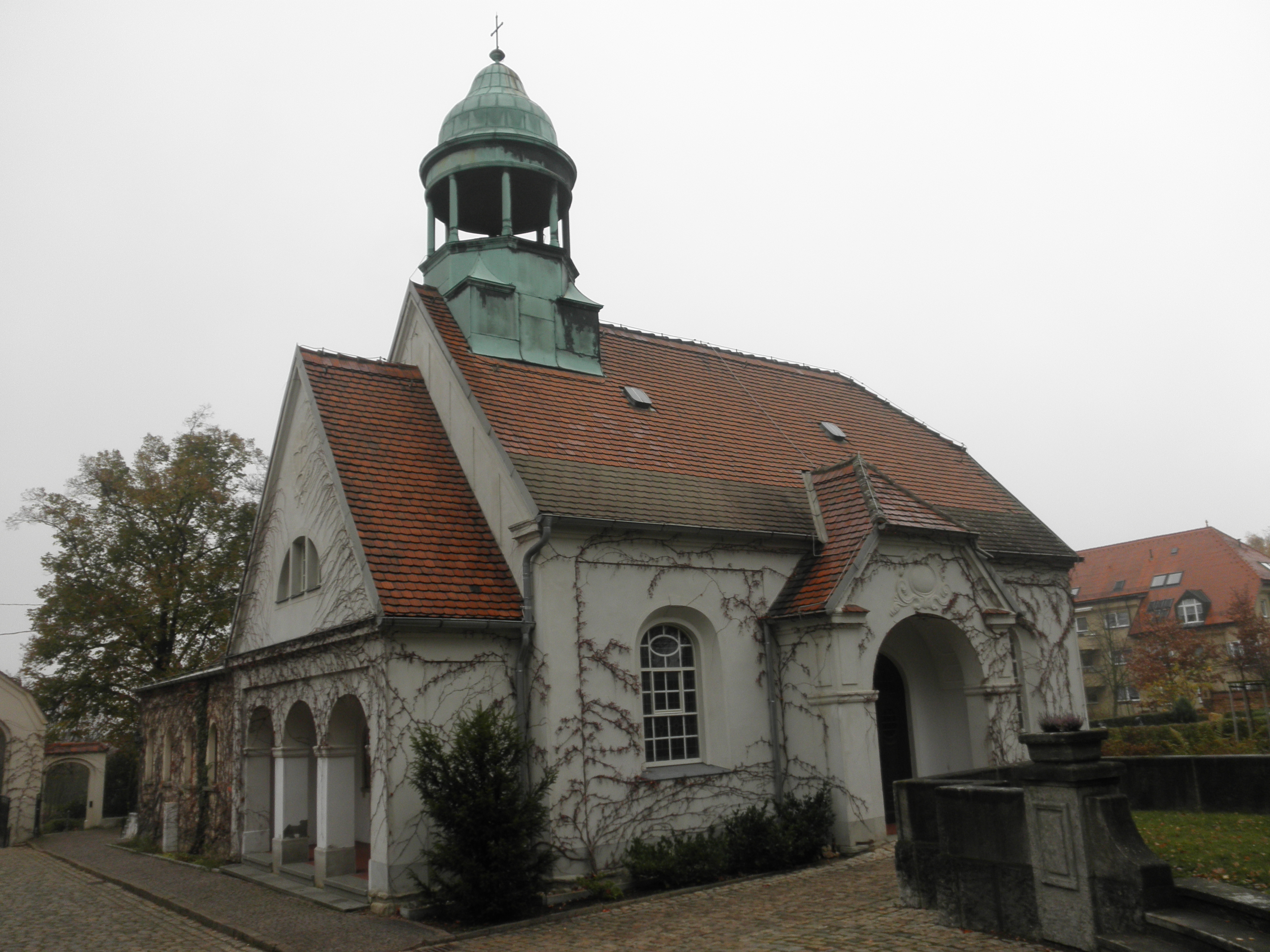
Friedhofskapelle Eisenberg

Die Friedhofskapelle steht in der Stadt Eisenberg im Saale-Holzland-Kreis in Thüringen.

## Lage
Der Friedhof mit der Friedhofskapelle befindet sich südlich der Stadtmitte auf einer höheren Ebene am Fuß des Silber- und Herrenbergs. Die Kapelle liegt im westlichen Eingangsbereich.

## Geschichte
1910 wurde die Friedhofskapelle für 60.000 Goldmark gebaut.

## Trauerhalle
Die mit Empore und Bleiglasfenstern ausgestattete Trauerhalle bietet sechzig Personen Platz.

## Bleiglasfenster
1910 zur Einweihung stifteten zwei Bleiglasfenster
- Kommerzienrat Hermann Schrödel vom Rittergut Friedrichstanneck und
- Hoflieferant Wilhelm Franke aus Naumburg/Saale

## Weiteres
Neben der Trauerhalle stehen das Gebäude der Friedhofsverwaltung und das Bestattungsinstitut der Evangelisch-lutherischen Kirchgemeinde sowie das Wohnhaus des Friedhofverwalters. Alle Gebäude sowie das Eingangstor stehen unter Denkmalschutz.
Die Gebäude und das Gelände des Gottesackers werden laufend gepflegt.